# Montipora tuberculosa
Montipora tuberculosa is een rifkoralensoort uit de familie van de Acroporidae. De wetenschappelijke naam van de soort werd in 1816 voor het eerst geldig gepubliceerd door Jean-Baptiste de Lamarck.